# Segun Odegbami
Patrick Olusegun Odegbami (né le 27 août 1952 à Lagos) est un footballeur nigérian. 
Son frère cadet, Wole Odegbami, était également footballeur.

## Biographie
Surnommé « Mathematical », il était ailier des Shooting Stars Sports Club et des Super Eagles, l'équipe du Nigeria. En 1980, il faisait partie de l'équipe qui a remporté sa première Coupe d'Afrique des Nations. Il contribua grandement à ce succès en inscrivant un doublé lors de la victoire 3-0 contre l'Algérie en finale à Lagos. Avec 22 buts, il est le deuxième meilleur buteur de l'histoire des Super Eagles, derrière Rashidi Yekini (37).

## Club
- Shooting Stars Sports Club (1970-1984)

## Équipe nationale
- 46 sélections et 22 buts en équipe du Nigéria entre 1976 et 1982
- Vainqueur de la CAN 1980